# نهائي كأس الاتحاد الإنجليزي 1978
نهائي كأس الاتحاد الانجليزي 1978 كان مباراة كرة قدم بين أرسنال وإيبسويتش تاون في 6 مايو 1978 على ملعب ويمبلي القديم في لندن. كانت المباراة النهائية لكأس الاتحاد الإنجليزي 1977–78، الموسم 97 من أقدم مسابقة خروج المغلوب لكرة القدم في العالم، كأس الاتحاد الإنجليزي. ظهر آرسنال الفائز بأربع مرات في النهائي التاسع، بينما كان إيبسويتش تاون يخوض أول مباراة له في ويمبلي وفي أول نهائي له في كأس الاتحاد الإنجليزي. تقدم كل فريق خلال خمس جولات للوصول إلى النهائي. احتاج إيبسويتش إلى إعادة في الجولة الخامسة ليتجاوز بريستول روفرز بينما فاز أرسنال بجميع مواجهاته في أول مرة طلب فيها، ووصل إلى النهائي كمرشح واضح.
شاهد المباراة من حوالي 100 ألف متفرج وتم بثها على الهواء مباشرة عبر التلفزيون والراديو. سيطر إبسويتش على المباراة، حيث ضرب الشباك ثلاث مرات (بما في ذلك مرتين من جون وارك ) قبل أن يسجل روجر أوزبورن الهدف الوحيد في المباراة بتسديدة بالقدم اليسرى، حيث انتصر إبسويتش 1 – 0. يظل انتصار إبسويتش تاون الوحيد في كأس الاتحاد الإنجليزي حتى الآن ولم يظهروا في المباراة النهائية منذ ذلك الحين. عاد آرسنال إلى ويمبلي في الموسم التالي وفاز بنهائي كأس الاتحاد الإنجليزي 1979 على مانشستر يونايتد.

## عن الفريقين
| الفريق        | التتويج | المشاركات السابقة في النهائيات (الخط الغليظ للأرقام يشير لسنة التتويج باللقب) |
| ------------- | ------- | ----------------------------------------------------------------------------- |
| أرسنال        | 4       | 8 (1927، 1930، 1932، 1936، 1950، 1952، 1971، 1972)                            |
| إيبسويتش تاون | 0       | لم يسبق له الظهور في نهائي                                                    |

## الطريق إلى النهائي

### ارسنال
| الدور                                                           | الخصم                          | النتيجة |
| --------------------------------------------------------------- | ------------------------------ | ------- |
| الثالث                                                          | شيفيلد يونايتد.                | 5–0     |
| الرابعة                                                         | ولفرهامبتون واندررز (على أرضه) | 2-1     |
| الخامس                                                          | والسال (ح)                     | 4-1     |
| السادس                                                          | ريكسهام (أ)                    | 3-2     |
| الدور قبل النهائي                                               | أورينت ( ن )                   | 3–0     |
| المفتاح: (ح) = مكان المنزل ؛ (أ) = مكان بعيد ؛ (ن) = مكان محايد |                                |         |

### إبسويتش تاون
| الدور                                                           | الخصم                       | النتيجة |
| --------------------------------------------------------------- | --------------------------- | ------- |
| الثالث                                                          | كارديف سيتي (خارج أرضه)     | 2-0     |
| الرابعة                                                         | هارتلبول يونايتد (على أرضه) | 4-1     |
| الخامس                                                          | بريستول روفرز (خارج أرضه)   | 2-2     |
| الخامس                                                          | بريستول روفرز (على أرضه)    | 3–0     |
| السادس                                                          | ميلوول (أ)                  | 6-1     |
| الدور قبل النهائي                                               | وست بروميتش ألبيون ( ن )    | 3-1     |
| المفتاح: (ح) = مكان المنزل ؛ (أ) = مكان بعيد ؛ (ن) = مكان محايد |                             |         |

## قبل المباراة
كان نادي أرسنال يظهر في نهائي كأس الاتحاد الإنجليزي للمرة الأولى منذ هزيمته أمام ليدز يونايتد في نهائي 1972. لقد فازوا بالكأس أربع مرات أخرى (في 1930 و 1936 و 1950 و 1971 ) وكانوا يظهرون للمرة التاسعة في نهائي كأس الاتحاد الإنجليزي بشكل عام.
كان إيبسويتش يعتبر من الاندية الضعيفة: عرض المراهن ويليام هيل احتمالات 9/4 على فوز إيبسويتش وحتى فوز أرسنال في اليوم السابق للمباراة. اقترح ديفيد لاسي، الذي كتب في الغارديان، أن أرسنال كان هو المرشح للفوز بسبب الشكوك حول لياقة مدافع إيبسويتش ألان هنتر ومستوى الدوري المتوسط لنادي إيست أنجليان خلال موسم 1977-78 الذي شهد إيبسويتش أنهى المركز الثامن عشر، بينما أرسنال انتهى في المركز الخامس. كما اعتبرت صحيفة "ريدينغ إيفنينغ بوست" أن إيبسويتش فريق غير مرشح، مشيرة إلى أن آرسنال قد فاز بثلاث من آخر أربع مباريات، بينما تعرض إيبسويتش "للضرب بسبب الإصابة" وخسر – في مباراته الأخيرة ضد أستون فيلا. كان بوبي روبسون راضيًا عن التصنيف المستضعف: "يساعد كونك المستضعفين في تخفيف التوتر وهذا يناسبنا جيدًا. يبدو أن أرسنال هو اختيار معظم الناس هذه المرة، لكن هذا لا يقلقنا على الأقل. " 
تم بث المباراة النهائية على التلفزيون من قبل قناة بي بي سي كجزء من عرضهم الكبير. كان ديفيد كولمان المعلق الرئيسي لبي بي سي مع جيمي هيل ولوري ماكمينيمي وتريفور بروكينغ. كما قامت قناة آي تي في ببث المباراة مباشرة في برنامجها World of Sport، وقدمت إذاعة BBC Radio 2 تعليقًا إذاعيًا. على الرغم من أن الأمطار استمرت يومين قبل المباراة النهائية، إلا أن الظروف كانت جيدة للمباراة وسط أجواء مشمسة. قبل المباراة، تم تقديم اللاعبين إلى الأميرة ألكسندرا، السيدة أوجيلفي، وزوجها أنجوس أوجيلفي.

## احداث المباراة

### الملخص
المباراة النهائية الخمسين لكأس الاتحاد الإنجليزي التي أقيمت في ويمبلي، انطلقت أمام جمهور قوامه حوالي 100 ألف شخص، يحكمها ديريك نيبارد. بدأ أرسنال وكان مسيطراً في البداية حيث سدد أوليري في القائم من عرضية ألان هدسون. في الطرف الآخر، تغلبت ضربة مارينر من رأسية وودز على غطسة جينينغز لكنها كانت بعيدة عن المرمى. بعد خمسة عشر دقيقة، بدأ تالبوت في إثبات نفسه كقوة رئيسية في خط الوسط. جنبًا إلى جنب مع كيفن بيتي الذي يسير من الدفاع، بدأ إيبسويتش في تجاوز لاعبي خط الوسط المنافسين ليام برادي وهدسون، مما أجبرهم على اللعب بشكل أعمق في نصف ملعبهم. تسبب ديفيد جيديس البالغ من العمر عشرين عامًا في مشاكل دفاعية في الجانب الأيسر من أرسنال، حيث مرر إلى وودز على الجانب الأيمن من الملعب الذي أخطأ أوزبورن عرضية لكنه سددها مارينر بشكل جيد فقط ليراها ترتد من العارضة. ثم رأى جيديس تسديدته المرتدة التي أنقذها جينينغز وقام ماكدونالد من أرسنال بإزالة محاولة أخرى. انتهى الشوط الأول بدون أهداف.
في الشوط الثاني وفي الدقيقة 52، وضع مارينر وارك على حافة منطقة جزاء أرسنال: ضربت تسديدة الاسكتلندي القوية في القائم، تاركة جينينغز عالقًا مرة أخرى. بدأ أوليري هجومًا نادرًا للنادي اللندني وخلق فرصة لسندرلاند الذي رأى الكرة التي أنقذها كوبر حارس مرمى إبسويتش عند قدميه. تم استبدال برادي في الدقيقة 65 لصالح ريكس. ثم اجتمع وودز وتالبوت ليصعدا وارك مرة أخرى لكن تسديدته الأولى ارتدت من القائم. جاء دور بيرلي بعد أن يزعج هدف أرسنال: صنعت رأسية من عرضية وودز تصديًا استثنائيًا من جينينغز ليحافظ على التعادل بين 0 – 0. قبل 13 دقيقة من نهاية المباراة، استولى جيديس على الكرة وتقدم نحو منطقة جزاء الخصم، وسدد تسديدة منخفضة بزاوية صعبة. قام يونج من أرسنال بتمرير قدمه للدفاع عنها وصرف الكرة إلى روجر أوزبورن الذي سدد في مرمى جينينغز بتسديدة بقدمه اليسرى لأول مرة من 10 يارد (9.1 م) لوضع إبسويتش في المقدمة. وسرعان ما تم استبدال أوزبورن بدلًا من لامبرت واستمر إيبسويتش في السيطرة على المباراة حتى صافرة النهاية.

### التفاصيل
| أرسنال | 0–1             | إيبسويتش تاون |
| ------ | --------------- | ------------- |
|        | (تقرير) (الفرق) | أوسبورن 77'   |

| أرسنال | إيبسويتش تاون |

|              |    |                  |  |     |
|              |    | تشكيلة الفريق:   |  |     |
| GK           | 1  | بات غينغز        |  |     |
| DF           | 2  | بات رايس (ك)     |  |     |
| DF           | 3  | سامي نلسون       |  |     |
| MF           | 4  | ديفيد برايس      |  |     |
| DF           | 5  | ديفيد أوليري     |  |     |
| DF           | 6  | ويلي يونغ        |  |     |
| MF           | 7  | ليام برادي       |  | 65' |
| MF           | 8  | ألان سندرلاند    |  |     |
| FW           | 9  | مالكوم ماكدونالد |  |     |
| FW           | 10 | فرانك ستابليتون  |  |     |
| MF           | 11 | ألان هدسون       |  |     |
| التبديل      |    |                  |  |     |
| MF           | 12 | غراهام ريكس      |  | 65' |
| المدير الفني |    |                  |  |     |
| تيري نيل     |    |                  |  |     |

|              |    |                |  |     |
|              |    | تشكيلة الفريق: |  |     |
| GK           | 1  | بول كوبر       |  |     |
| DF           | 2  | جورج بورلي     |  |     |
| DF           | 3  | ميك ميلز (ك)   |  |     |
| MF           | 4  | برايان تالبوت  |  |     |
| DF           | 5  | ألان هنتر      |  |     |
| DF           | 6  | كيفن بيتي      |  |     |
| MF           | 7  | روجر أوسبورن   |  | 78' |
| MF           | 8  | جون وارك       |  |     |
| FW           | 9  | بول مارينر     |  |     |
| FW           | 10 | ديفيد جيديس    |  |     |
| FW           | 11 | كلايف وودز     |  |     |
| التبديل      |    |                |  |     |
| MF           | 12 | ميك لامبرت     |  | 78' |
| المدير الفني |    |                |  |     |
| بوبي روبسون  |    |                |  |     |

- 90 دقيقة.
- 30 دقيقة من الوقت الإضافي إذا لزم الأمر.
- إعادة إذا كانت النتائج لا تزال متساوية.
- واحد اسمه بديل.

## ما بعد المباراة
كان بوبي روبسون سعيدًا: "يا له من يوم بالنسبة لنا. نحن نستحق ذلك. لقد لعبنا كرة قدم جيدة، أليس كذلك؟ "  وبينما كان يمدح مارينر بشكل خاص، أشار روبسون إلى أن "الفريق بأكمله لعب بشكل جيد ... كل شيء سار على ما يرام بالنسبة لنا ". كشف أوزبورن لاحقًا أن استبداله جاء نتيجة تأثره بالعواطف والشعور بالإغماء بعد أن سجل الهدف المتأخر. كان تيري نيل مدرب أرسنال أقل إيجابية بشأن أداء فريقه: "لن أقول الكثير... ثم سأغضب لأتناول مشروبًا ". ومضى مدحًا إيبسويتش، مشيرًا إلى "أننا لم نلعب بأفضل ما يمكننا، لكن إبسويتش استحق ذلك اليوم، ولا شك في ذلك". اعتذر بات رايس كابتن أرسنال للجماهير قائلاً إن أرسنال "محظوظ للهروب بعد هزيمة – ".
يبقى انتصار إبسويتش تاون الوحيد في كأس الاتحاد ولم يظهروا في المباراة النهائية منذ ذلك الحين، على الرغم من ظهورهم في نصف النهائي بعد ثلاث سنوات. لقبهم الوحيد منذ ذلك الحين هو كأس الاتحاد الأوروبي لكرة القدم عام 1981 [الإنجليزية]. اعتبارًا من عام 2023، يحمل آرسنال الرقم القياسي لأكبر عدد من المباريات في نهائي كأس الاتحاد الإنجليزي (21) وأكبر عدد من الانتصارات في نهائي كأس الاتحاد الإنجليزي (14).

## الروابط الخارجية
- حقائق اللعبة في soccerbase.com
- معرض الصور على بي بي سي سوفولك